# Henry Bathurst, 3. Earl Bathurst

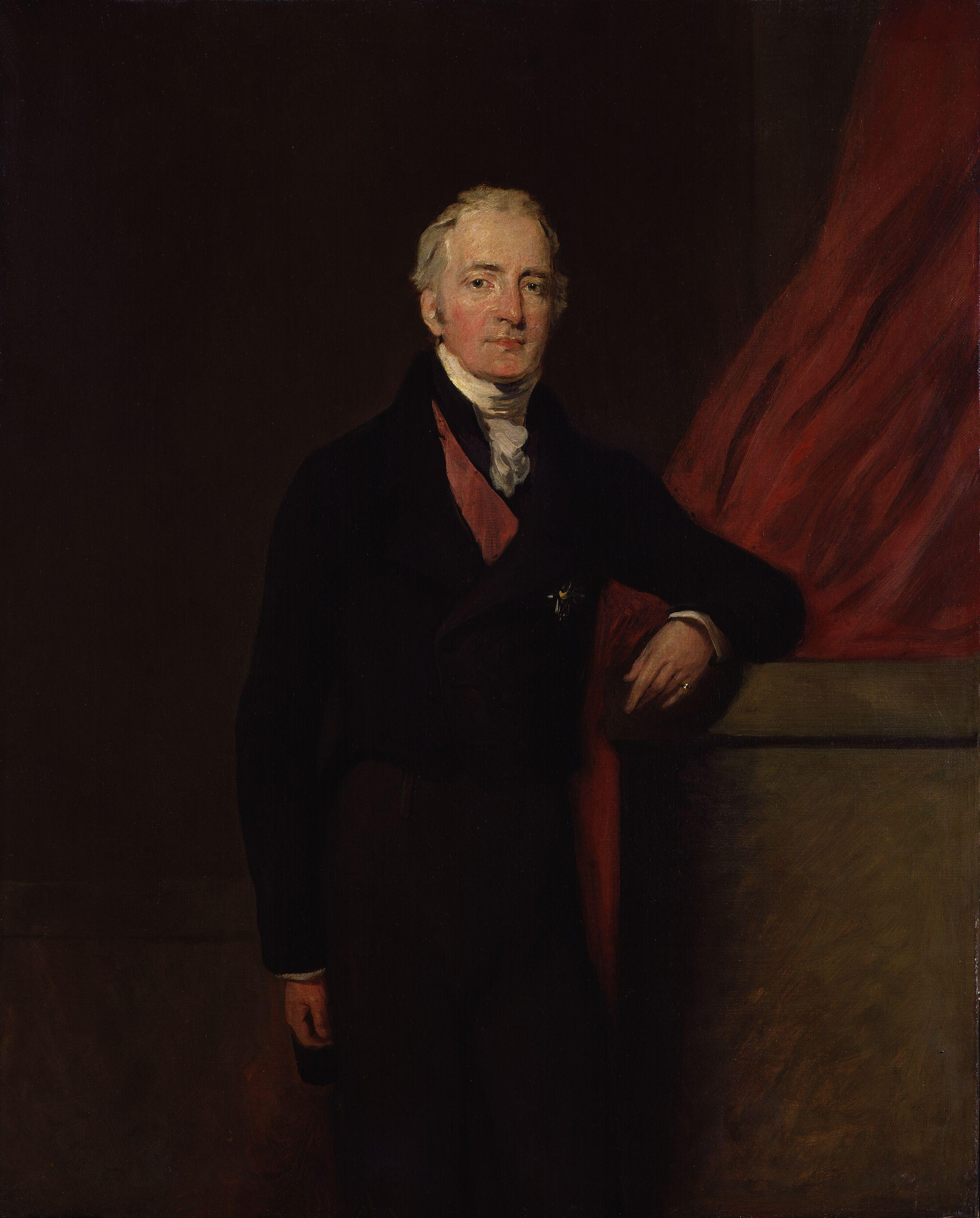
Henry Bathurst, 3. Earl Bathurst

Henry Bathurst, 3. Earl Bathurst KG PC (* 22. Mai 1762; † 27. Juli 1834 in London) war ein britischer Adliger und Politiker.

## Familie
Er war der älteste Sohn von Henry Bathurst, 2. Earl Bathurst. Am 1. April 1789 heiratete er Georgina (* 6. Dezember 1765; † 20. Januar 1841), die Tochter von Lord George Henry Lennox und Enkelin des 2. Duke of Richmond. Das Paar hatte vier Söhne und zwei Töchter. Sein ältester Sohn Henry George (* 24. Februar 1790; † 25. Mai 1866) erbte den Titel als 4. Earl Bathurst.

## Politiker
Bis 1779 besuchte er das Christ Church College der Universität Oxford. 1783 wurde er Abgeordneter im House of Commons für den Wahlkreis Cirencester in Gloucestershire, bevor er beim Tod seines Vaters am 6. August 1794 dessen Titel erbte und dessen Platz im House of Lords einnahm. Dank seiner Freundschaft zum Premierminister William Pitt dem Jüngeren wurde er 1783 Lord der Admiralität. Von 1789 bis 1791 war er Lord des Schatzamtes.
Als Pitt im Mai 1804 ein zweites Mal Premierminister wurde, übernahm Bathurst das Amt des Leiters der Royal Mint (Master of the Mint). Er hatte diese Position bis 1806 und ein weiteres Mal von 1807 bis 1812. Unter den Premierministern William Cavendish-Bentinck, 3. Duke of Portland und Spencer Perceval war er Präsident des Handelsamtes (Board of Trade). 1809 war er von Oktober bis Dezember Außenminister. Am 11. Juni 1812 wurde er Kriegs- und Kolonialminister, als der amtierende Minister, Robert Jenkinson, 2. Earl of Liverpool, das Amt des Premierministers übernahm. Bathurst bekleidete diese Position bis zum 30. April 1827 und verdankte es diesem Amt, dass diverse abgelegene Orte nach ihm benannt wurden. 1817 wurde er in den Hosenbandorden aufgenommen.
In der Regierungszeit von Arthur Wellesley, 1. Duke of Wellington, hatte er vom 28. Januar 1828 bis zum 22. November 1830 das Amt des Lord President of the Council inne, ein Amt, das bereits sein Vater von 1779 bis 1782 innegehabt hatte. Er unterstützte die Katholikenemanzipation und war ein Gegner der 1832 verabschiedeten Parlamentsreform.

## Ehrungen
Nach Henry Bathurst wurden unter anderem benannt:
- die Stadt Bathurst in der kanadischen Provinz New Brunswick
- die 1815 gegründete Stadt Bathurst im australischen Bundesstaat New South Wales
- die 1816 gegründete Hauptstadt von Gambia, 1973 in Banjul umbenannt
- die 1819 entdeckte Bathurst-Insel im Norden Kanadas
- die Bathurst-Insel im Norden Australiens
- der 1820 gegründete Ort Bathurst in der südafrikanischen Provinz Ostkap.